# 三保造船所 (大阪府)
株式会社三保造船所（みほぞうせんじょ）は、大阪市港区にあった造船会社。

## 概要
小型旅客船を主に手掛けており、1969年竣工の因島商船「ちどり」以降、瀬戸内海航路を中心に多数の建造実績がある。近年は1987年竣工の丸中金華山汽船「レスポワール」を皮切りに、独自開発で特許を取得した水中翼付双胴高速船を主に建造していた。
その後、事業環境の変化と受注減により、負債約2億円を抱えて2013年3月8日に事業を停止、同年4月26日に大阪地方裁判所で破産手続き開始の決定を受け清算された。

## 主な建造船
- 丸中金華山汽船 - 「レスポワール」「ラ･ベルメール」
- 能登商船 - 「隼」
- 津エアポートライン - 「フェニックス」「カトレア」
- 共同汽船 - 「はまかぜ」「しおかぜ」「さちかぜ」「おいかぜ」「あさかぜ」「うらかぜ」「光風」「緑風」「清風」「順風」「アクアジェットスーパーI」「アクアジェットスーパーII」「アクアジェットスーパーIII」
- 深日海運 - 「ひかり1号」「ひかり2号」「ひかり3号」
- 淡路連絡汽船 - 「ろいやるくぃーん」「こすもす」「シーワープ」
- 淡路開発事業団 - 「パールブライト2」
- 海上アクセス - 「うみ」「そら」
- 坊勢汽船 - 「シーホーク」
- 高速いえしま - 「高速いえしま」
- 両備運輸 - 「くいんおりいぶ」「きんぐおりいぶ」「マーメイドオリーブ」「クイーンオリーブ」「プリンセスオリーブ」
- 四国フェリー - 「ひかり (初代)」「ひかり (2代)」「スーパーマリン (初代)」「スーパーマリン (2代)」
- 因島商船 - 「ちどり」「第二ちどり」「第三ちどり」「第五ちどり」「第六ちどり」「第七ちどり」
- 昭和海運 - 「シーホーク」「マリンホーク」「シーホーク2」「ぶるーほうく2」「ふじたか」「うみたか」
- 今治高速船 - 「第一かもめ」「第三かもめ」「第五かもめ」「第七かもめ」「第八かもめ」「第十かもめ」「第十一かもめ」「第一二かもめ」
- 広島今治高速船 - 「瀬戸」「和加」「うずしお」「わかしお」
- 瀬戸内海汽船 - 「マリンブルー」「さざなみ」「あさなみ」「マリンホープ」「マリンエース」「マリンスター2」「えめらるど」「マリンスター3」「おやしお」「はやしお」
- 山陽商船 - 「第二はやぶさ」「第三はやぶさ」「第五はやぶさ」「第七はやぶさ」「第八はやぶさ」「第十はやぶさ」「第十一はやぶさ」「せきれい」「おれんじ」
- 芸備商船 - 「第三千鳥」「第五千鳥」「第六千鳥」
- 能美町 - 「ニュー千鳥」「スーパー千鳥」
- 大三島フェリー - 「おおみしま三号」
- 大三島ブルーライン - 「ブルーライン1号」
- せと汽船 - 「せと」
- 芸予観光フェリー - 「ニューはなぐり」「第一ちどり」「第二ちどり」
- 神慈秀明会 - 「黄島丸」
- 瀬戸内クルージング - 「ゴールドフェニックス」
- 愛媛汽船 - 「ニューみしま」「みしま三号」
- 石崎汽船 - 「晴光」
- 盛運汽船 - 「はやかぜ」「しおかぜ (初代)」「あさかぜ」「しおかぜ (2代)」「あけぼの」
- 防予汽船 - 「すいせい」「すいせい2号」「すいせい3号」
- 関門汽船 - 「しいがる」
- 西海沿岸商船 - 「れぴーど」「れぴーどエクセル」「れぴーど2」
- 長崎汽船 - 「コバルトクイーン1号」「コバルトクイーン2号」
- 島原鉄道 - 「島鉄1号」
- 座間味村 - 「クイーンざまみ3」
- 渡嘉敷村 - 「マリンライナーとかしき」
- 宮古フェリー - 「うぷゆう」「ゆがふ」
- 波照間海運 - 「ぱいぱてぃろーま」

## ギャラリー

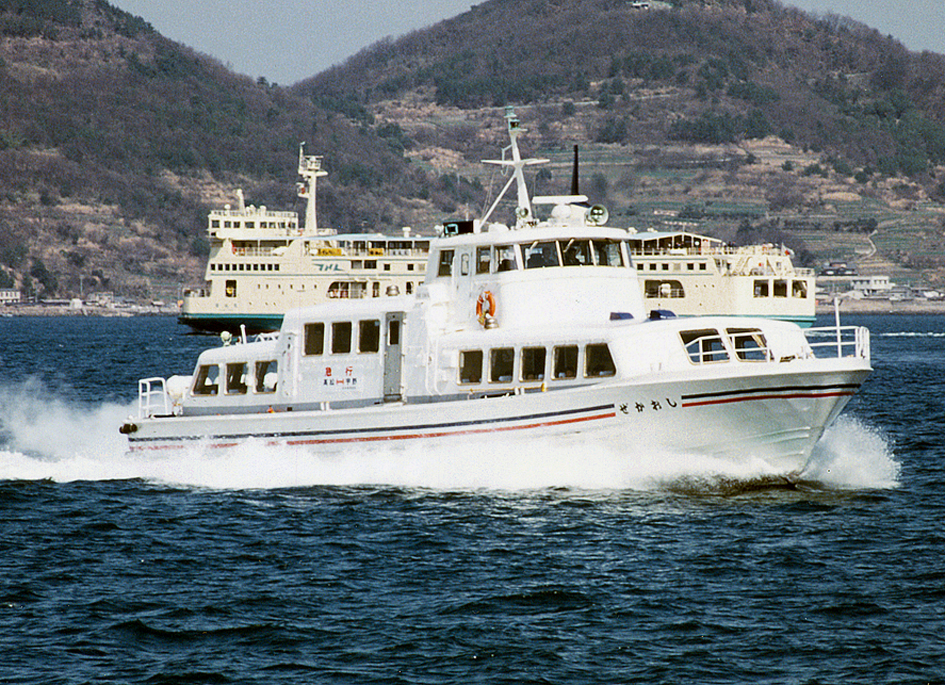
共同汽船「しおかぜ」
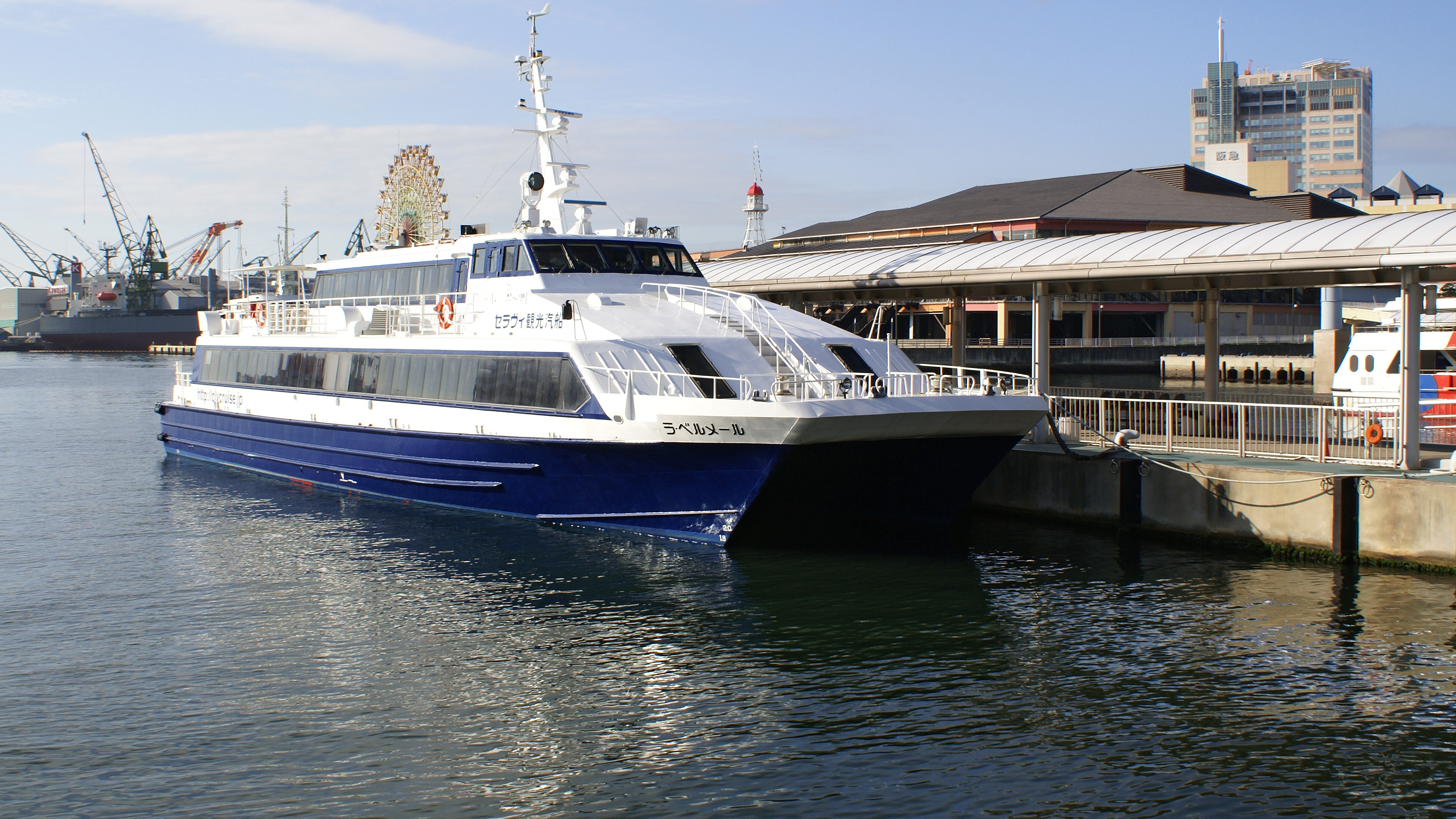
元・丸中金華山汽船「ラ・ベルメール」
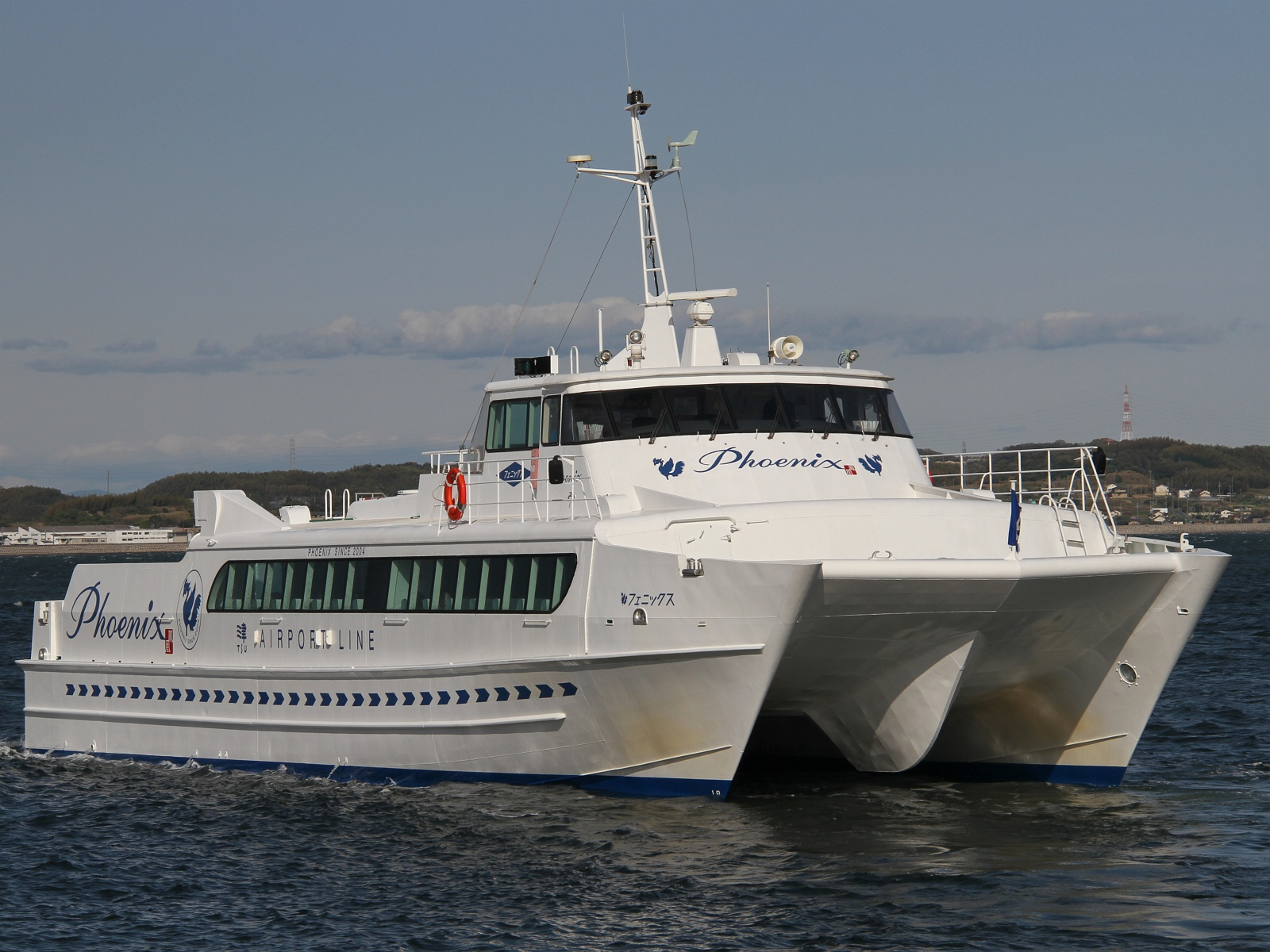
津エアポートライン「フェニックス」
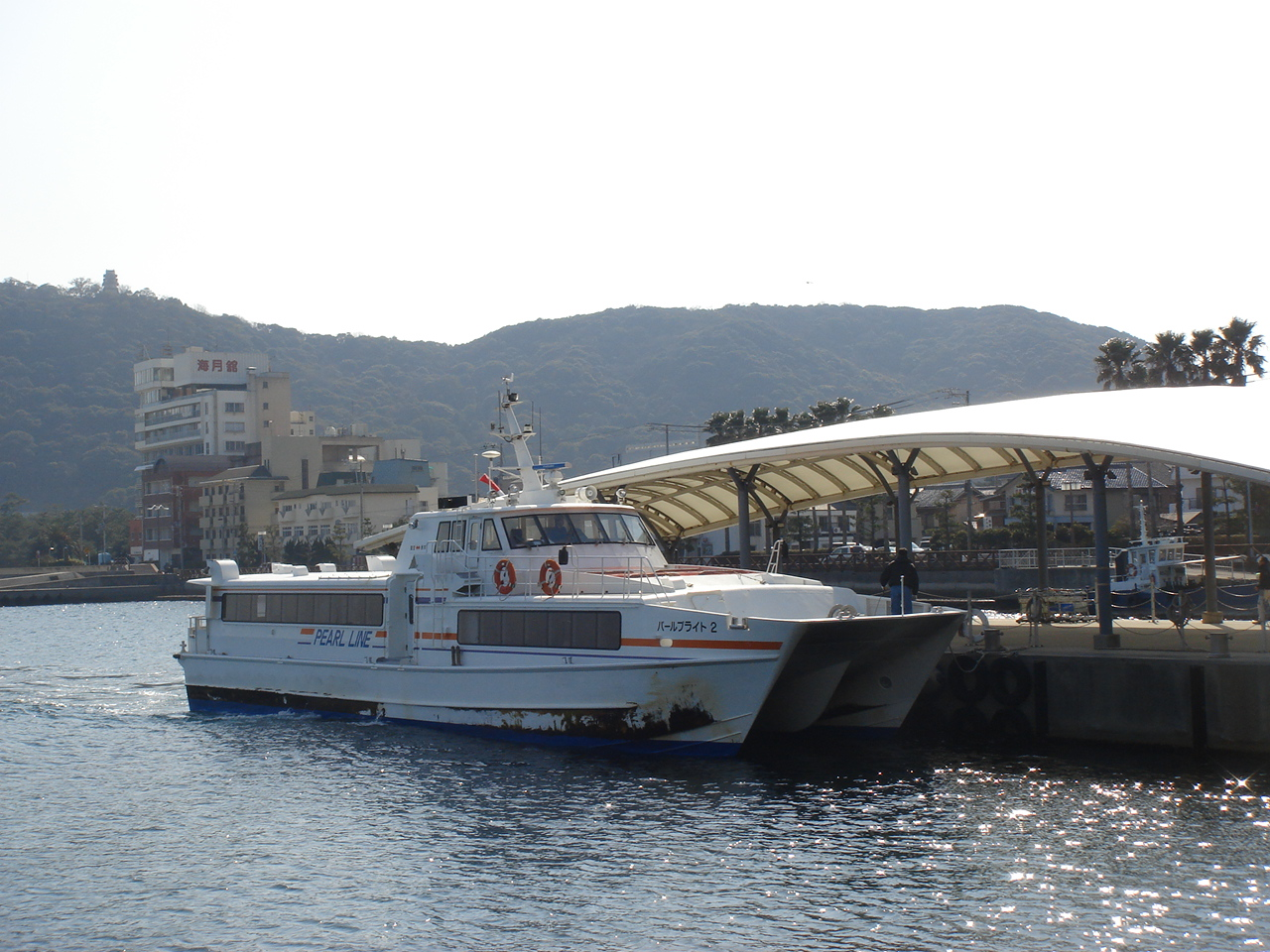
淡路パールライン「パールブライト2」
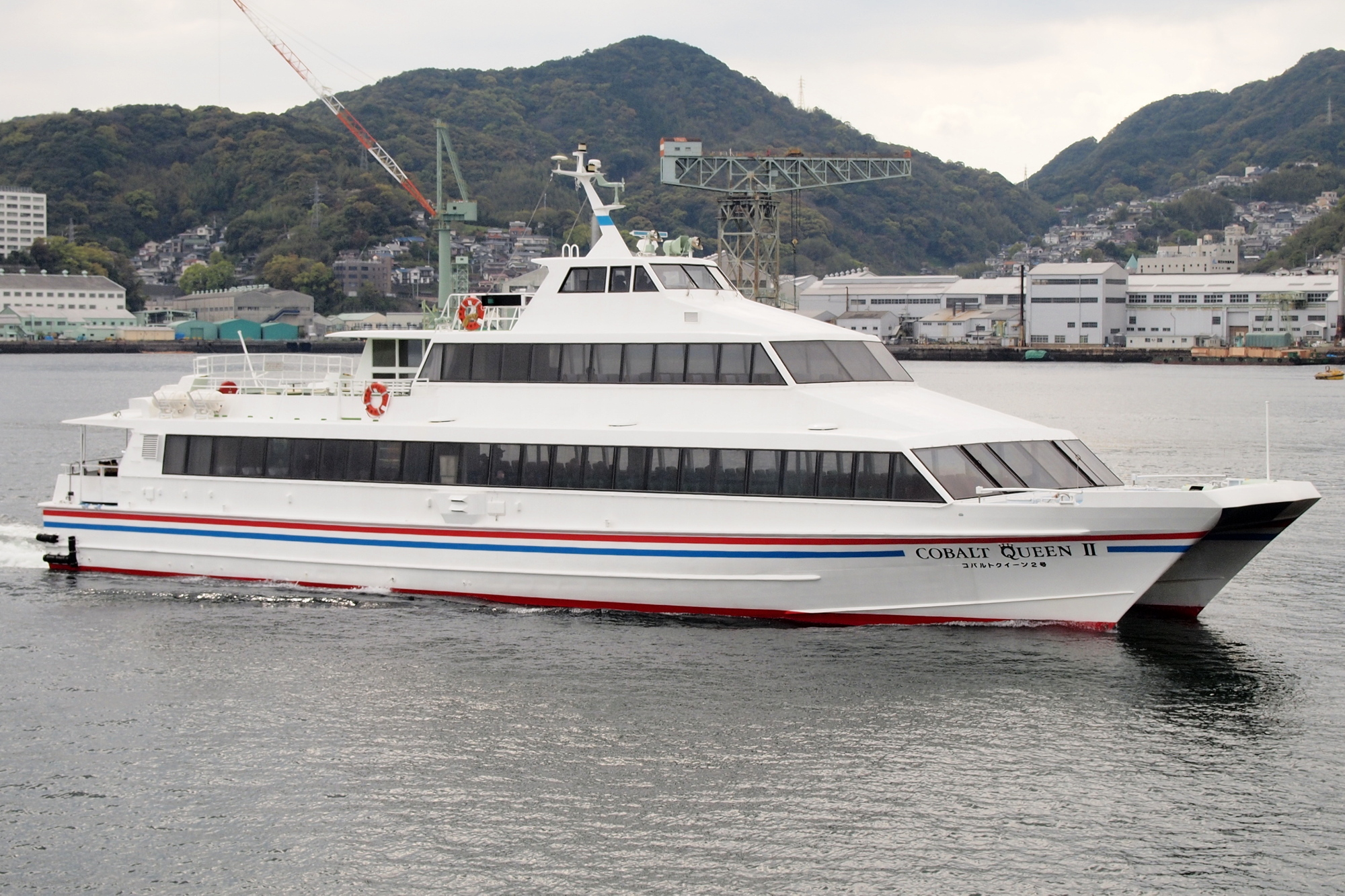
長崎商船「コバルトクィーン2号」
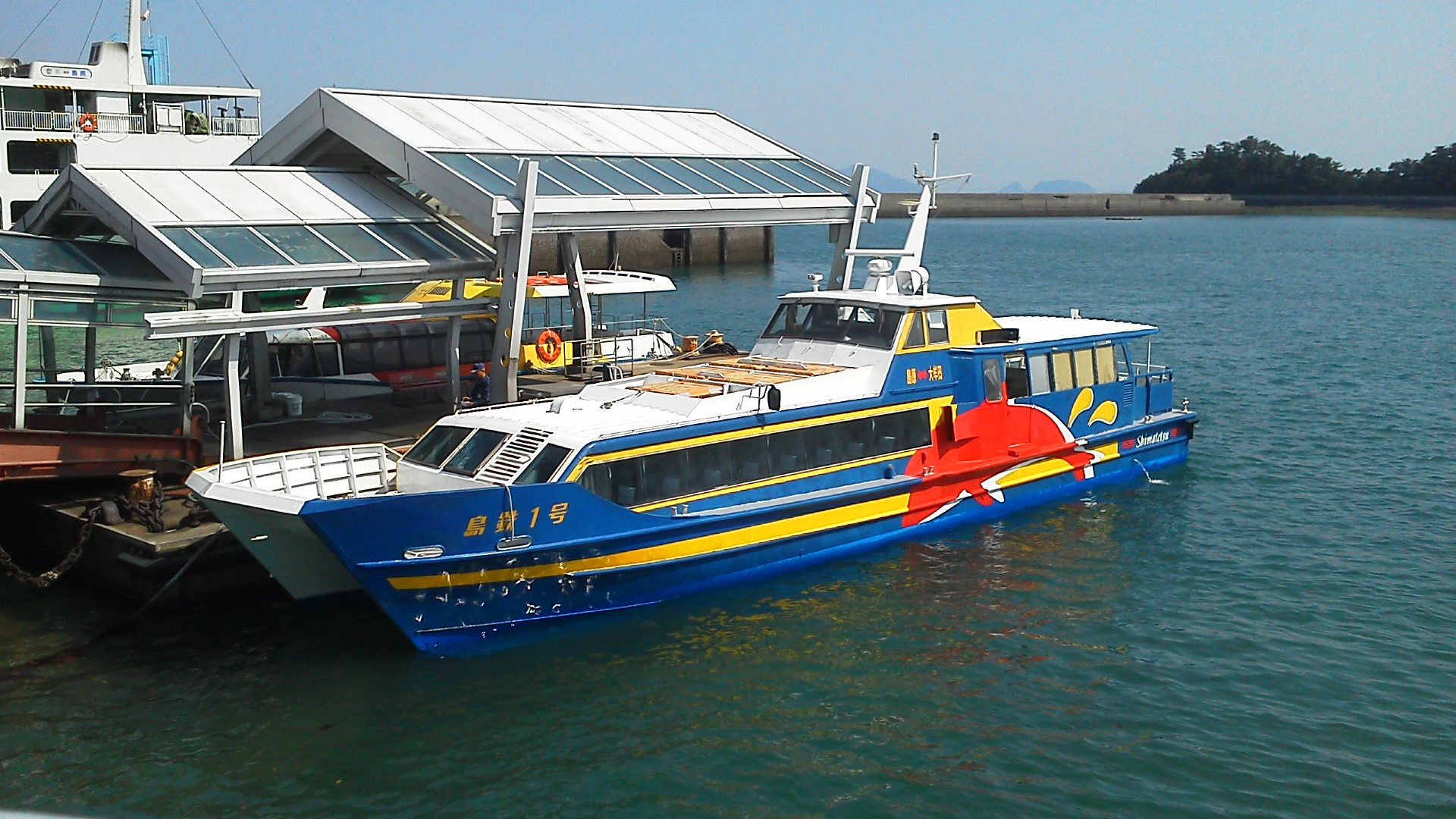
島原鉄道「島鉄1号」
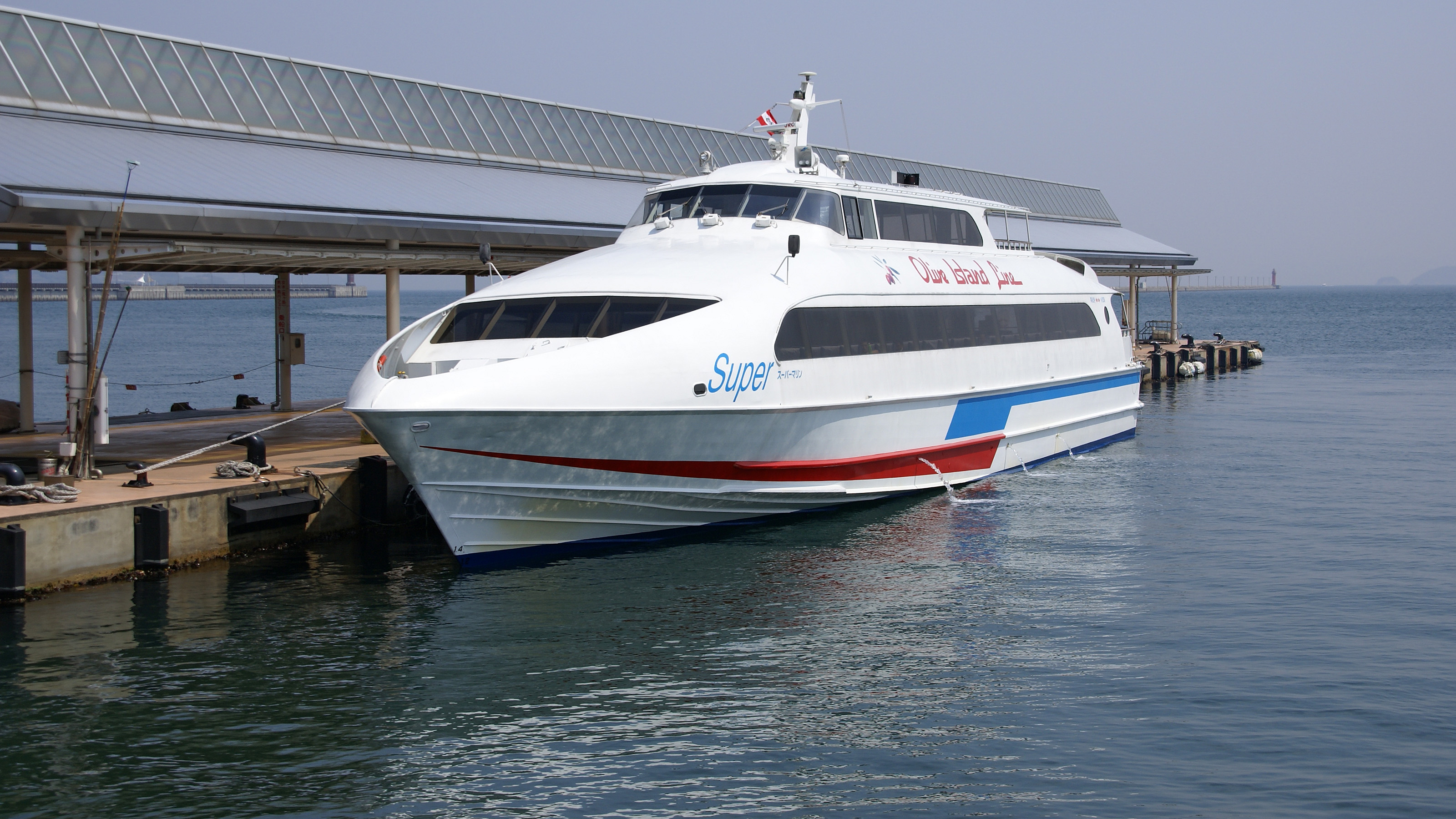
四国フェリー「スーパーマリン」
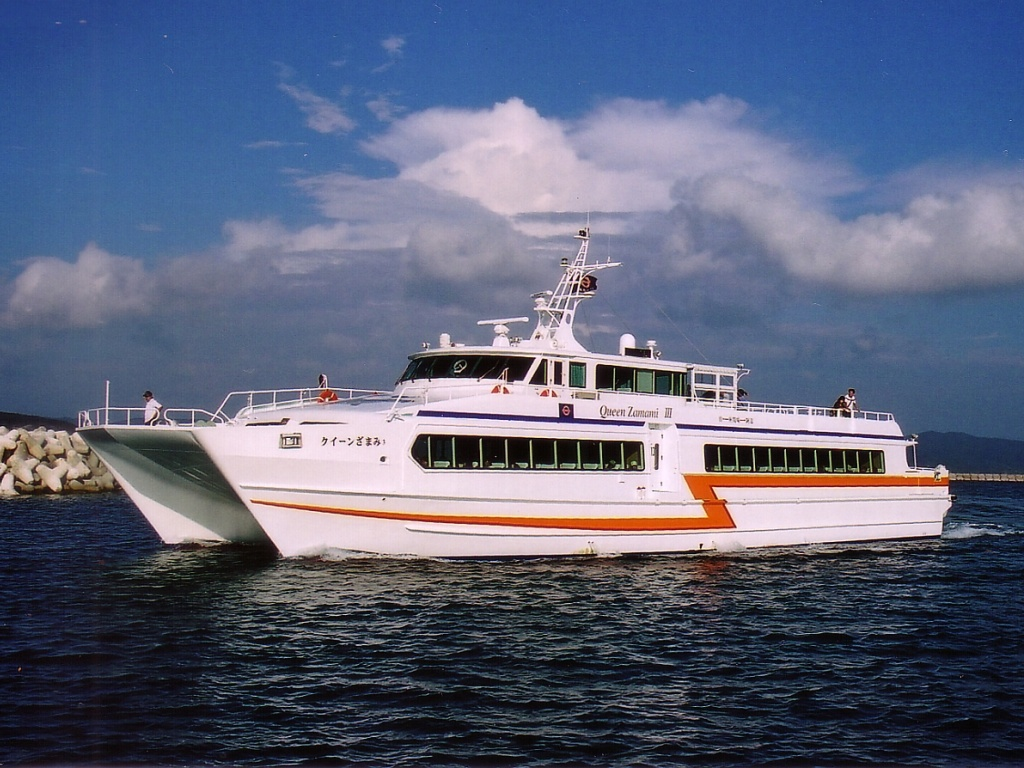
座間味村「クイーンざまみ3」
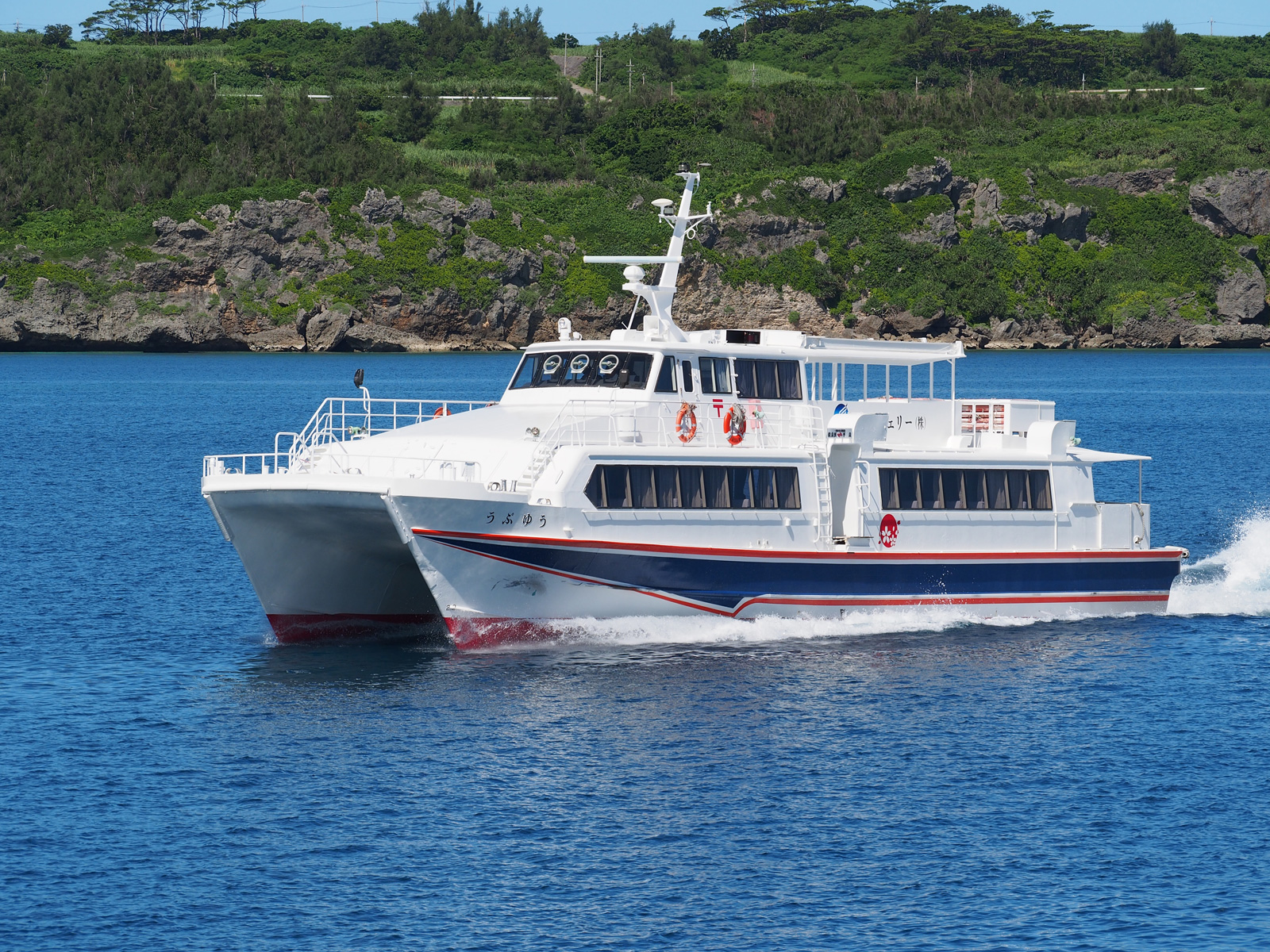
宮古フェリー「うぷゆう」
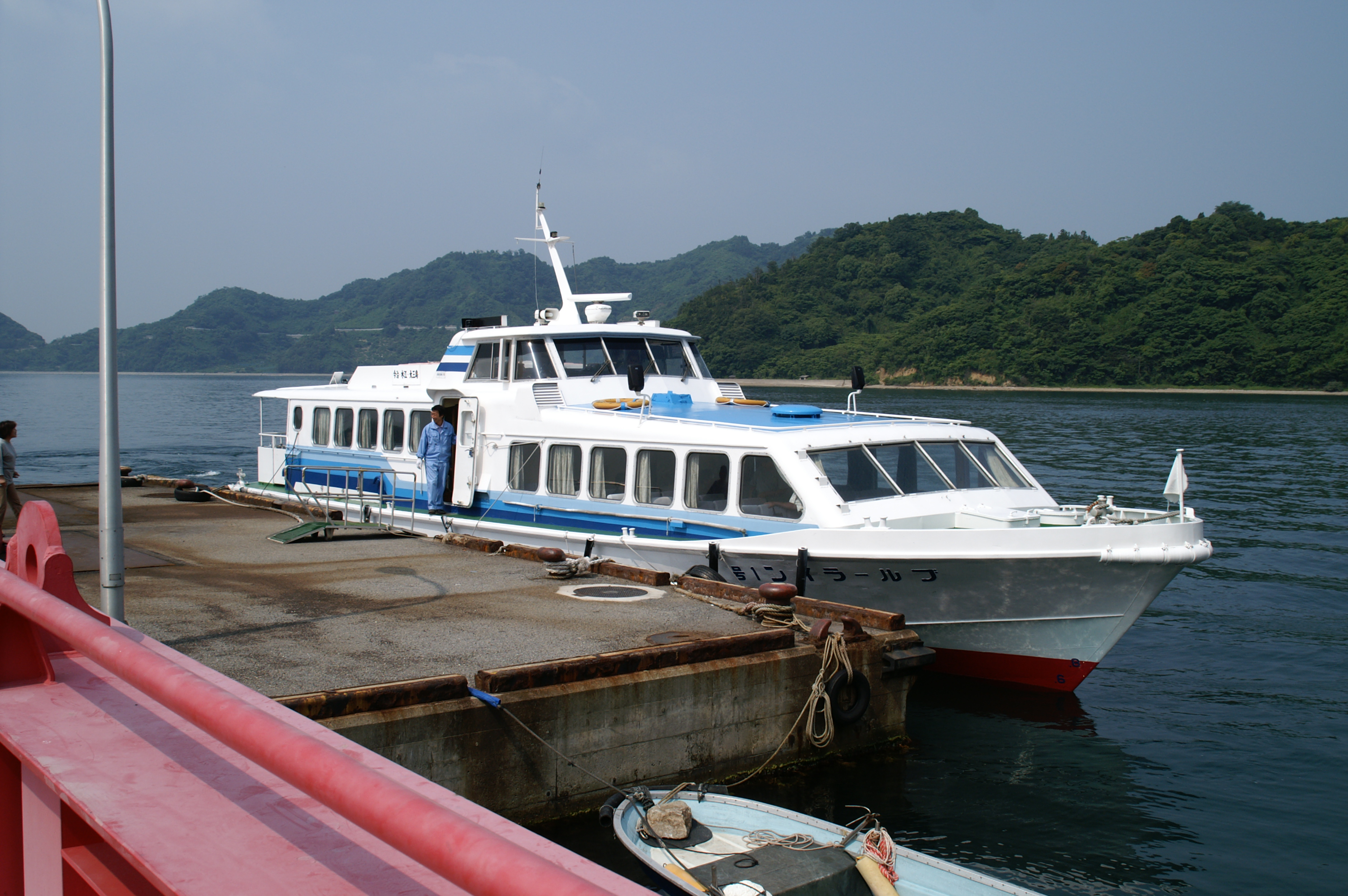
大三島ブルーライン「ブルーライン1号」